# Soulanges (Marne)
Soulanges és un municipi francès, situat al departament del Marne i a la regió del Gran Est. L'any 2007 tenia 464 habitants.

## Demografia

### Població
El 2007 la població de fet de Soulanges era de 464 persones. Hi havia 180 famílies, de les quals 36 eren unipersonals (16 homes vivint sols i 20 dones vivint soles), 64 parelles sense fills, 72 parelles amb fills i 8 famílies monoparentals amb fills.
La població ha evolucionat segons el següent gràfic:
Habitants censats

### Habitatges
El 2007 hi havia 182 habitatges, 177 eren l'habitatge principal de la família, 2 eren segones residències i 3 estaven desocupats. Tots els 182 habitatges eren cases. Dels 177 habitatges principals, 155 estaven ocupats pels seus propietaris, 18 estaven llogats i ocupats pels llogaters i 4 estaven cedits a títol gratuït; 1 tenia dues cambres, 17 en tenien tres, 49 en tenien quatre i 110 en tenien cinc o més. 164 habitatges disposaven pel capbaix d'una plaça de pàrquing. A 65 habitatges hi havia un automòbil i a 92 n'hi havia dos o més.

### Piràmide de població
La piràmide de població per edats i sexe el 2009 era:
| Homes | Edats   | Dones |
| ----- | ------- | ----- |
| 0     | 95 o +  | 0     |
| 0     | 90 a 94 | 4     |
| 4     | 85 a 89 | 0     |
| 0     | 80 a 84 | 4     |
| 8     | 75 a 79 | 8     |
| 4     | 70 a 74 | 4     |
| 8     | 65 a 69 | 12    |
| 20    | 60 a 64 | 8     |
| 12    | 55 a 59 | 12    |
| 24    | 50 a 54 | 16    |
| 16    | 45 a 49 | 16    |
| 28    | 40 a 44 | 20    |
| 12    | 35 a 39 | 12    |
| 8     | 30 a 34 | 12    |
| 32    | 25 a 29 | 12    |
| 12    | 20 a 24 | 12    |
| 0     | 15 a 19 | 24    |
| 16    | 10 a 14 | 20    |
| 20    | 5 a 9   | 4     |
| 4     | 0 a 4   | 28    |

## Economia
El 2007 la població en edat de treballar era de 279 persones, 204 eren actives i 75 eren inactives. De les 204 persones actives 187 estaven ocupades (100 homes i 87 dones) i 17 estaven aturades (6 homes i 11 dones). De les 75 persones inactives 27 estaven jubilades, 15 estaven estudiant i 33 estaven classificades com a «altres inactius».

### Ingressos
El 2009 a Soulanges hi havia 183 unitats fiscals que integraven 472,5 persones, la mediana anual d'ingressos fiscals per persona era de 17.453 €.

### Activitats econòmiques
Dels 4 establiments que hi havia el 2007, 1 era d'una empresa extractiva, 2 d'empreses immobiliàries i 1 d'una empresa classificada com a «altres activitats de serveis».
L'únic servei als particulars que hi havia el 2009 era una perruqueria.
L'any 2000 a Soulanges hi havia 7 explotacions agrícoles.

## Poblacions més properes
El següent diagrama mostra les poblacions més properes.